# 徳山バイパス
徳山バイパス（とくやまバイパス）は、徳山ダム建設に伴う一般国道417号付替道路である。加えて、旧道の冬季通行止めや大型車のすれ違い困難といった諸問題を解消する目的も兼ね備えている。2006年（平成18年）9月22日に全線が供用開始された。本項では、徳山バイパス以外の付替道路についても記述する。

## 概要
徳山ダム建設に伴い、揖斐川沿いを走るこれまでの国道417号はダム湖に水没するため、既存道路の機能回復を目的にその付替道路として建設された。国道417号は1982年（昭和57年）4月1日に主要地方道29号鯖江藤橋線が一般国道へ昇格した路線であり、1977年（昭和52年）3月1日以前は一般県道124号根尾今立線として整備されていたため、狭隘道路区間・線形不良区間が点在し、冬期には積雪による通行不能区間も存在した。そのため、付替工事ではそれらの諸問題の解消も併せて行っている。
2000年（平成12年）5月23日、付替道路の一部（鶴見ダムサイト線、および漆原乙女隧道までの区間）は、徳山ダムの工事用道路を兼ねて先行して供用が開始された。残りの区間について、当初はダム湖の湖岸沿いにバイパス道路を建設する計画だったが、計画ルートがイヌワシ・クマタカ等の猛禽類の行動範囲と重なったため、線形を見直して該当箇所をトンネル区間に変更した。同様に付替道路の建設に伴う地形改変（法面や擁壁の設置）を低減するため、全線に渡ってトンネル化・橋梁化を図った。それによりトンネル区間は全体の約7割、橋梁区間は約2割となり、改変面積を大幅に減少させている。
なお、徳山バイパスのルート案としては、ダム湖を渡河してダム湖の左岸側を通過する申請案（現行ルート：延長18,800m）、ダム湖の右岸側を通過して終点付近でダム湖の左岸側に渡河する右岸ルート案（延長18,240m）、徳山ダムの下流側で揖斐川を渡河してダム湖の左岸側を通過し、白谷川のダム湖を渡河してダム湖の左岸側を進む左岸ルート案（延長20,330m）の3案が存在したが、自然環境的条件、技術的条件、経済的条件を比較して申請案（現行ルート）が採用されている。
2006年（平成18年）9月22日、揖斐川町塚に至るバイパス道路の完成に伴い、徳之山八徳橋の橋上で開通式典を実施し、同日午後2時より全線が供用開始された。
また、2023年（令和5年）11月19日に開通した冠山峠道路と接続されたため、岐阜県と福井県の短絡ルートとしても期待されている。国道417号は冠山付近が同年11月18日まで自動車通行不能区間の点線国道であり、冠山峠を経由する林道冠山線を代替路として福井県側の河内田代バイパスと接続していた。冠山峠道路が供用されるまで、徳山バイパスの終点は駐車場として整備されていたが、冠山峠道路の開通に併せて「冠山ポケットパーク」として再整備され、岐阜県知事古田肇揮毫による「冠山峠道路 開通記念碑」が設置されている。その先は徳山ダムの管理用道路である塚管理用道路（冠山連絡道路）を経て林道塚線及び林道冠山線と接続している。

### 路線データ
- 起点：岐阜県揖斐郡揖斐川町鶴見
- 終点：岐阜県揖斐郡揖斐川町塚
- 事業延長：13.7km（付替国道全体では18.8km）
- 構造規格：第3種第4級
- 設計速度：50km/h
- 車線数：2車線
- 道路幅員：7.0m（漆原乙女隧道以南のトンネル部は6.5m）
- 事業期間：1990年度（平成2年度） - 2006年度（平成18年度）
- 計画交通量：1,500台/日
- 全体事業費：151億円

## 沿革
- 1990年（平成2年）度：事業化（都市計画決定なし）、用地買収着手、工事着手
- 2000年（平成12年）5月23日：付替国道417号（徳山ダム区間）開通式実施、藤橋村（現・揖斐川町）鶴見 - 藤橋村開田間、一部供用開始[4]
- 2006年（平成18年）9月22日：付替国道417号（徳山バイパス区間）開通式典実施、全線供用開始[5]
- 2023年（令和5年）11月19日：冠山峠道路と接続[2]

## 主な構造物

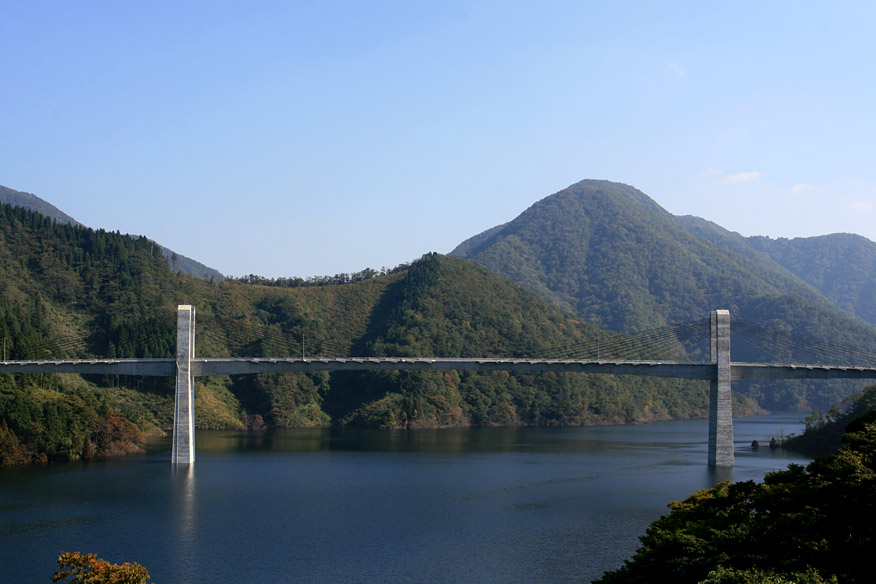
徳之山八徳橋（2007年10月）

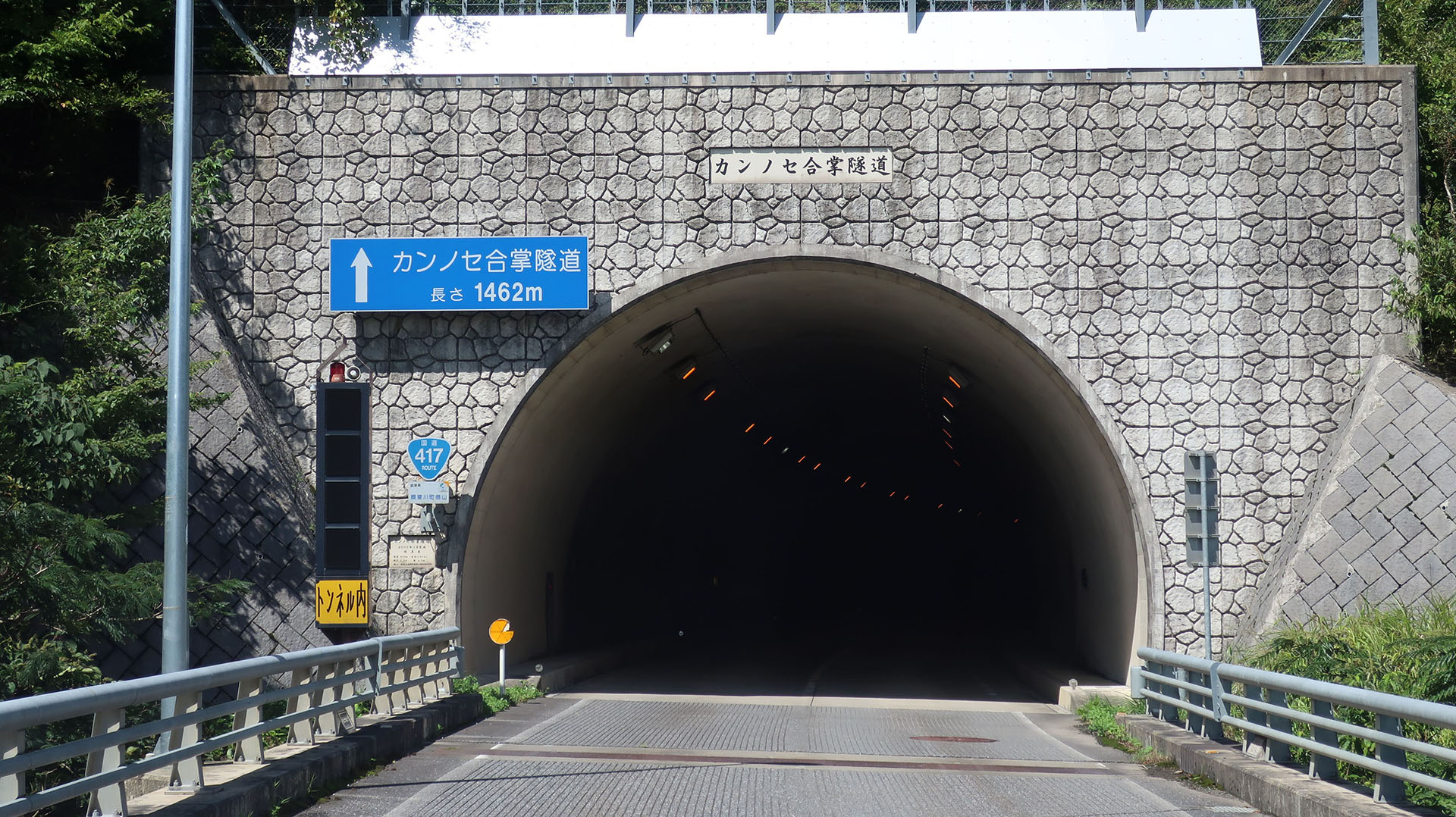
カンノセ合掌隧道（2020年9月）

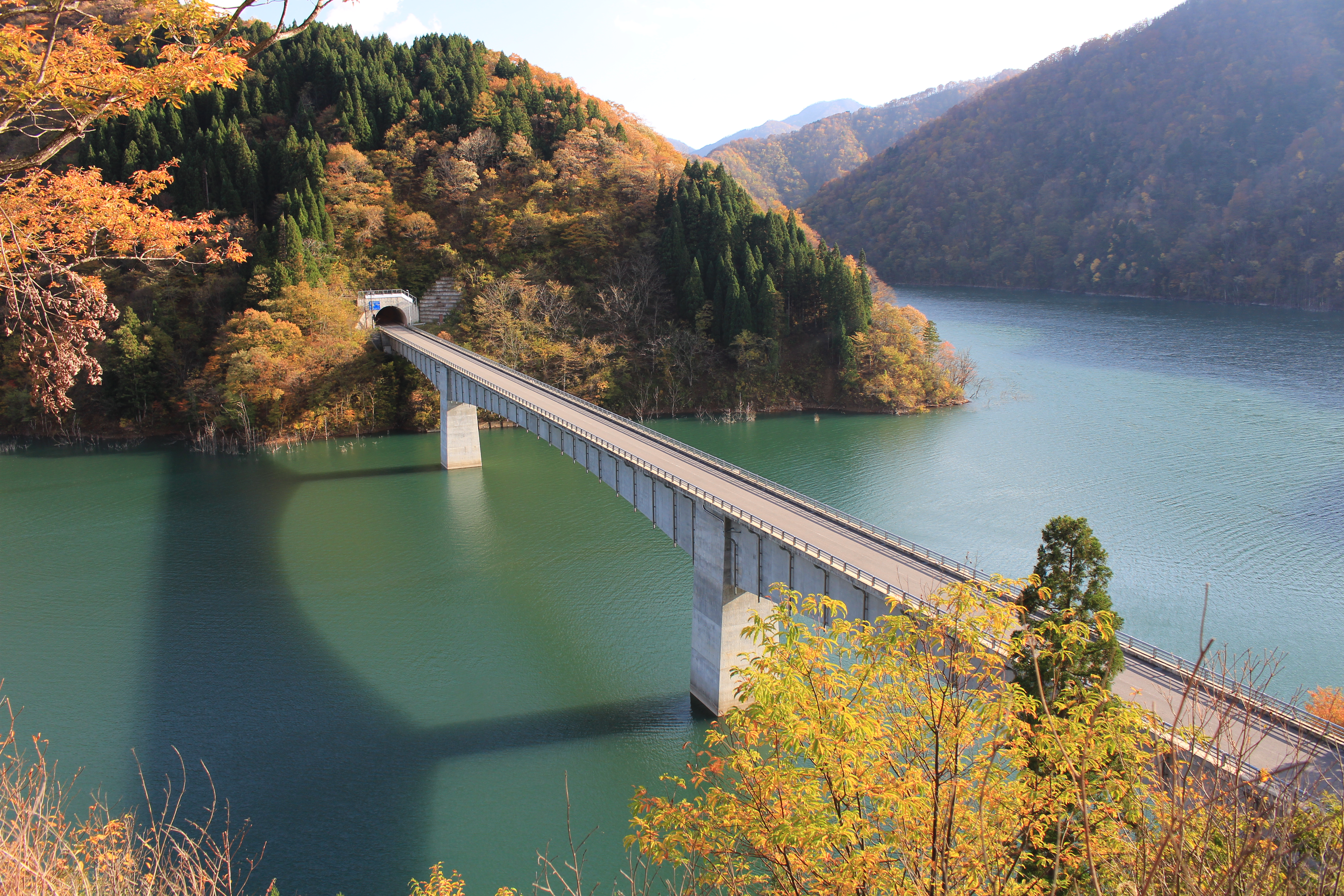
櫨原義徳隧道と扇谷姫街道橋
（2014年11月）

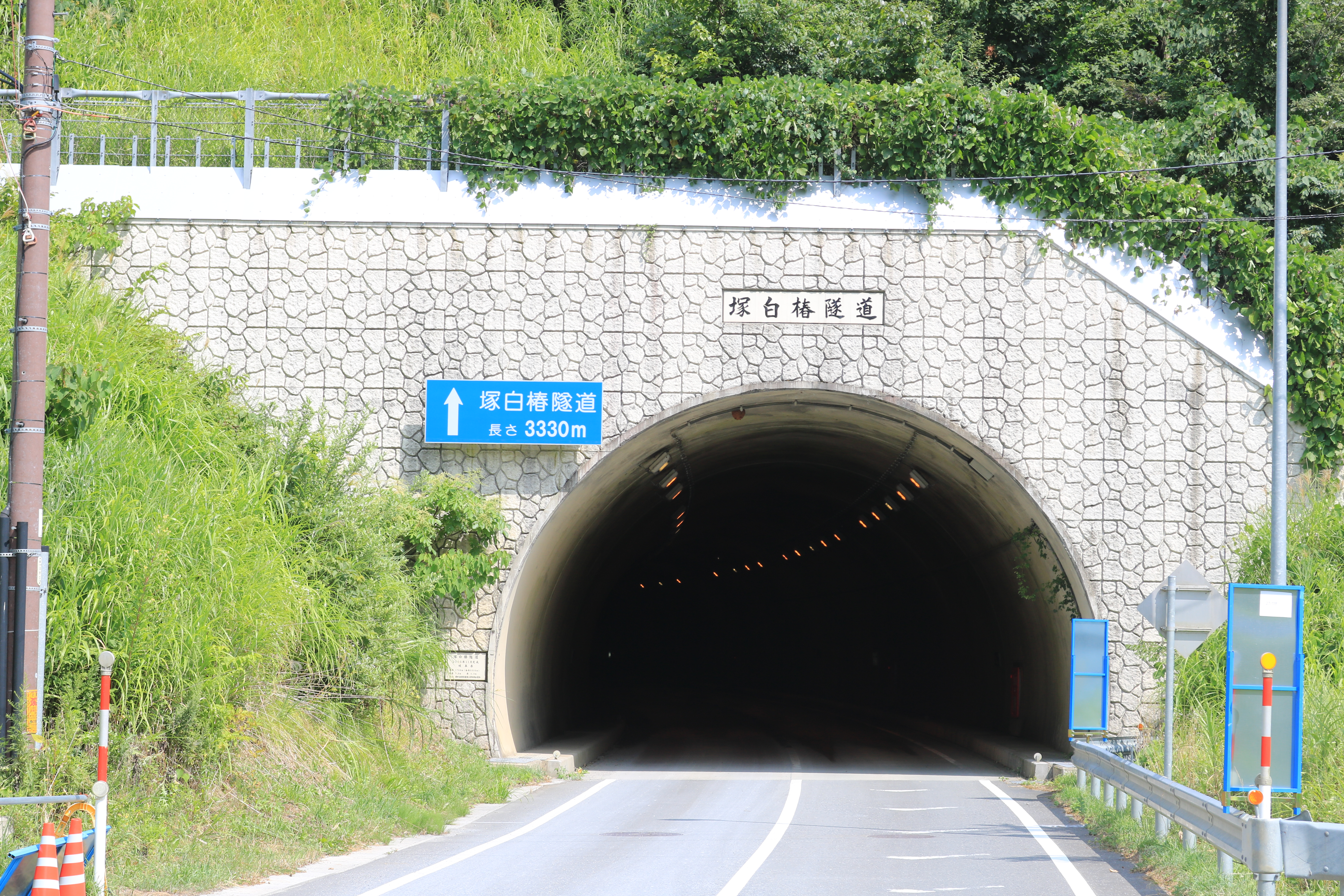
塚白椿隧道（2016年8月）

下記は鶴見ダムサイト線、及び徳山バイパスの構造物一覧である。これらのトンネルや橋の名称には、旧徳山村の地名や名勝、伝説や伝承を基に命名されている。なお、トンネルは全て「隧道」と表記されている。難読地名から付けられた名称も多いので、振り仮名も併記する。
| 道路名           | 施設名           | 名称の読み方                   | 完成年     | 全長     | 建設時名称   | 備考（構造、その他）                                                   |
| ---------------- | ---------------- | ------------------------------ | ---------- | -------- | ------------ | ---------------------------------------------------------------------- |
| 鶴見ダムサイト線 | 鶴見杉原橋       | つるみすぎはらはし             | 1998年     | 112.0m   |              | 鋼π型ラーメン橋                                                        |
| 鶴見ダムサイト線 | 池太沢夜叉隧道   | いけんだざわやしゃずいどう     | 1982年8月  | 881.0m   |              | 鶴見トンネルとも呼ばれる                                               |
| 鶴見ダムサイト線 | 藤橋川太郎橋     | ふじはしかわたろうはし         | 1988年     | 125.0m   |              | 鋼橋                                                                   |
| 鶴見ダムサイト線 | 花房猿巻橋       | はなふささるまきはし           | 1996年     | 20.6m    |              | PC単純T桁橋                                                            |
| 鶴見ダムサイト線 | 花房ビッキ橋     | はなふさびっきはし             | 1996年     | 20.6m    |              | PC単純T桁橋                                                            |
| 鶴見ダムサイト線 | 雷倉大岩魚橋     | かみなりくらおおいわなばし     | 1996年     | 220.8m   |              | PC橋                                                                   |
| 鶴見ダムサイト線 | 犬返歩危橋       | いぬかえりほきばし             | 1998年     | 84.6m    |              | 鋼橋                                                                   |
| 鶴見ダムサイト線 | はるま平太郎橋   | はるまへいたろうばし           | 1998年     | 193.0m   |              | 鋼上路アーチ橋                                                         |
| 鶴見ダムサイト線 | 小津瀬くらしし橋 | おづせくらししばし             | 1988年     | 61.0m    |              | 2径間連続PC箱桁橋                                                      |
| 鶴見ダムサイト線 | 小津瀬もるぞ橋   | おづせもるぞばし               | 1986年     | 41.0m    |              | 2径間連続RCホロースラブ橋                                              |
| 鶴見ダムサイト線 | 小津瀬天狗橋     | おづせぐひんはし               | 1994年     | 95.0m    |              | 鋼橋                                                                   |
| 鶴見ダムサイト線 | 境の尾一里岩隧道 | さかいのおいちりいわずいどう   | 1993年12月 | 761.0m   |              |                                                                        |
| 鶴見ダムサイト線 | 大津瀬こえぐら橋 | おおつせこえぐらばし           | 1995年     | 67.0m    |              | 鋼単純合成鈑桁橋                                                       |
| 鶴見ダムサイト線 | 大津瀬三本松橋   | おおつせさんぼんまつばし       | 2000年     | 108.87m  |              | 鋼橋                                                                   |
| 徳山バイパス     | （徳之山悠久橋） | とくのやまゆうきゅうばし       |            | （58m）  |              | ダムサイト公園及びダム堤体道路への連絡橋                               |
| 徳山バイパス     | 大徳之山隧道     | だいとくのやまずいどう         | 1999年7月  | 954.0m   |              | 建設時は3本のトンネルだったが、現在は スノーシェッドで一体化されている |
| 徳山バイパス     | 院谷百丈滝見橋   | いんだにひゃくじょうたきみばし | 1993年     | 62.0m    | 2号橋        | 鋼橋                                                                   |
| 徳山バイパス     | 美徳千丈滝見橋   | びとくせんじょうたきみばし     | 1994年     | 55.0m    | 3号橋        | 鋼橋                                                                   |
| 徳山バイパス     | 雪姫万丈滝見橋   | ゆきひめばんじょうたきみばし   | 1994年     | 94.0m    | 4号橋        | 鋼橋                                                                   |
| 徳山バイパス     | 道場山隧道       | どうじょうやまずいどう         | 1996年10月 | 431.5m   | 3号トンネル  |                                                                        |
| 徳山バイパス     | 鏡山恵水橋       | かがみやまけいすいはし         | 1997年     | 240.0m   | 5号橋        | 3径間連続PCラーメン箱桁橋（ディビダーク橋）                            |
| 徳山バイパス     | 漆原乙女隧道     | しっわらおとめずいどう         | 1996年7月  | 559.0m   | 4号トンネル  | 発破NATMのミニベンチ工法                                               |
| 徳山バイパス     | 徳之山八徳橋     | とくのやまはっとくばし         | 2006年6月  | 503.0m   | 6号橋        | 3径間連続PCエクストラドーズド箱桁橋                                    |
| 徳山バイパス     | 洞山鬼岩隧道     | ほらやまおにゅわずいどう       | 2006年7月  | 330.0m   | 5号トンネル  | NATM工法                                                               |
| 徳山バイパス     | クツ尾山之神橋   | くぞやまのかみはし             | 2006年     | 126.0m   | 7号橋        | 鋼3径間連続非合成箱桁橋                                                |
| 徳山バイパス     | クツ尾杉の木橋   | くぞすぎのきはし               | 2006年     | 36.0m    | 8号橋        | 鋼単純非合成鈑桁橋                                                     |
| 徳山バイパス     | クツ尾みかぐら橋 | くぞみかぐらはし               | 2006年     | 66.5m    | 9号橋        | 鋼2径間連続非合成鈑桁橋                                                |
| 徳山バイパス     | クツ尾ギソ見橋   | くぞぎそみはし                 | 2006年     | 46.5m    | 10号橋       | 鋼単純非合成鈑桁橋                                                     |
| 徳山バイパス     | つだウズキ橋     | つだうずきはし                 | 2006年     | 42.0m    | 11号橋       | PC単純コンポ橋                                                         |
| 徳山バイパス     | クツ尾ゴンニョ橋 | くぞごんにょはし               | 2006年     | 26.5m    | 12号橋       | 鋼単純非合成鈑桁橋                                                     |
| 徳山バイパス     | 本郷カンタク隧道 | ほんごうかんたくずいどう       | 2006年7月  | 1,630.0m | 6号トンネル  |                                                                        |
| 徳山バイパス     | 漆谷上原橋       | しったにあんぎゃらはし         | 2006年     | 322.5m   | 17号橋       | 3径間連続PCラーメン箱桁橋                                              |
| 徳山バイパス     | カンノセ合掌隧道 | かんのせがっしょうずいどう     | 2006年6月  | 1,462.0m | 7号トンネル  | NATM工法                                                               |
| 徳山バイパス     | 磯谷ベロリ橋     | いそんたにべろりはし           | 2006年     | 252.0m   | 25号橋       | 3径間連続PCラーメン箱桁橋                                              |
| 徳山バイパス     | 櫨原義徳隧道     | はぜはらぎとくずいどう         | 2006年7月  | 1,292.0m | 9号トンネル  | NATM工法                                                               |
| 徳山バイパス     | 扇谷姫街道橋     | おうぎたにひめかいどうはし     | 2006年     | 280.0m   | 27号橋       | 3径間連続PCラーメン箱桁橋                                              |
| 徳山バイパス     | 村平コト谷橋     | むらたいらことたにはし         | 2006年     | 69.5m    | 28号橋       | 鋼2径間連続非合成鈑桁橋                                                |
| 徳山バイパス     | シッペ由定橋     | しっぺよしさだはし             | 2006年     | 119.0m   | 29号橋       | 2径間連続PCラーメン箱桁橋                                              |
| 徳山バイパス     | 塚白椿隧道       | つかしろつばきずいどう         | 2006年3月  | 3,330.0m | 10号トンネル |                                                                        |

- 全長はトンネルの扁額、銘板、及び橋脚看板に記載された値、または国土交通省「道路メンテナンス年報」（各年度版）による。（）はGISデータ（県域統合型GIS ぎふ）に基づく推定値。
- 橋の構造は、岐阜県揖斐土木事務所による各橋梁の補修に伴う入札公告等による。

## 交差する道路
- 岐阜県道270号藤橋根尾線（クツ尾山之神橋上に同路線との丁字路が存在する）